# Ploeren
Ploeren è un comune francese di 5 924 abitanti situato nel dipartimento del Morbihan nella regione della Bretagna.

## Società

### Evoluzione demografica
Abitanti censiti